# UVDロボット社
UVDロボット社（UVDロボットしゃ、英語：UVD Robots ApS）は、デンマークを拠点とするロボット制作メーカーである。

## 製品
自走式のロボットに直管形の紫外線ランプ（UVランプ）を複数本搭載させて病院内を自走させることで、空気中のバクテリアや細菌、ウイルスを不活性化させるとした商品をグローバル展開している。

## 諸元
| 項目                     | 主なパラメータ                               |
| ------------------------ | -------------------------------------------- |
| 寸法                     | 横93cm、幅66cm、高さ171cm                    |
| 直管形UVランプの照射範囲 | 360℃                                         |
| 充電時間                 | 6時間                                        |
| 自走速度                 | 5.4km/h                                      |
| 制御方式                 | スマートフォンのアプリでWiFi接続して設定する |
| 緊急停止ボタン           | 本体に搭載                                   |
| 空気清浄時間             | UVランプ2〜2.5h、9〜10部屋、8時間稼働        |
| 紫外線の波長             | 254nm、UV-Cライト                            |
| 重量                     | 140kg                                        |
| 照射時間と殺菌率         | 10分間の照射で99.99％殺菌                    |